# Francesco Panfilo
Francesco Panfilo SDB (ur. 23 listopada 1942 w Vilminore di Scalve) – włoski duchowny katolicki, pracujący w Papui-Nowej Gwinei, arcybiskup Rabaul w latach 2011–2020. 

## Życiorys
W 1964 roku wstąpił do zgromadzenia Salezjanów. Po złożeniu ślubów został wysłany na Filipiny na studia filozoficzno-teologiczne.
Święcenia kapłańskie otrzymał w dniu 27 kwietnia 1974 roku. Po święceniach został ojcem duchownym w Don Bosco Technical Institute w Makati. Trzy lata później został rektorem szkoły technicznej w Mandayulong. W 1985 powierzono mu funkcję mistrza nowicjatu, zaś dwa lata później wybrano go prowincjałem filipińskiej prowincji zgromadzenia.
W 1993 pracował w Paranaque, zaś w latach 1997-2001 był delegatem prowincjalnym w Papui-Nowej Gwinei.

### Episkopat
25 lipca 2001 papież Jan Paweł II mianował go biskupem diecezji Alotau-Sideia. Sakry biskupiej udzielił mu 8 września 2001 emerytowany biskup diecezji Alotau-Sideia - Desmond Moore. 18 marca 2010 roku papież Benedykt XVI mianował go arcybiskupem koadiutorem archidiecezji Rabaul. 11 sierpnia 2011 roku ten sam papież mianował go arcybiskupem archidiecezji Rabaul.
19 czerwca 2020 przeszedł na emeryturę.